# Perizoma spilophylla
Perizoma spilophylla är en fjärilsart som beskrevs av Louis Beethoven Prout 1934. Perizoma spilophylla ingår i släktet Perizoma och familjen mätare. Inga underarter finns listade i Catalogue of Life.